# École nationale supérieure des mines de Paris
L'École nationale supérieure des mines de Paris, aussi connue sous les noms de École des mines de Paris ou simplement « les Mines », appelée également MINES ParisTech en 2008, puis Mines Paris - PSL, à partir de 2020, est l'une des 204 écoles d'ingénieurs françaises accréditées au 1er septembre 2020 à délivrer un diplôme d'ingénieur. Elle fait partie de l'université PSL en tant qu'établissement-composante.
C'est historiquement la première école des mines française.
Fondée le 19 mars 1783 sur ordonnance du roi Louis XVI, dans le but de former des « directeurs intelligents » pour les mines du royaume de France, c'est l’une des plus anciennes et sélectives écoles d'ingénieurs françaises. Elle est aujourd'hui un établissement sous tutelle du ministère chargé de l'Économie. Cette particularité lui donne une place et une mission spécifiques dans le paysage des établissements d'enseignement supérieur français. Ses élèves et anciens élèves sont par tradition appelés « Mineurs ».

## Présentation générale

### Statut et vocation
L’École des mines de Paris est un établissement public (statut d’établissement public à caractère scientifique, culturel et professionnel sous tutelle du ministère de l'industrie - l'économie et des finances) dont la vocation est de former des ingénieurs de premier plan destinés au secteur industriel, notamment dans les domaines de l'énergie et des matières premières, et des hauts fonctionnaires. L’établissement est membre de la conférence des grandes écoles, du réseau ParisTech, et depuis juin 2012, de l'université de recherche Paris Sciences et Lettres, dont il est devenu membre fondateur en décembre 2013. Il est également partenaire de l'Institut Mines-Télécom.

### Histoire

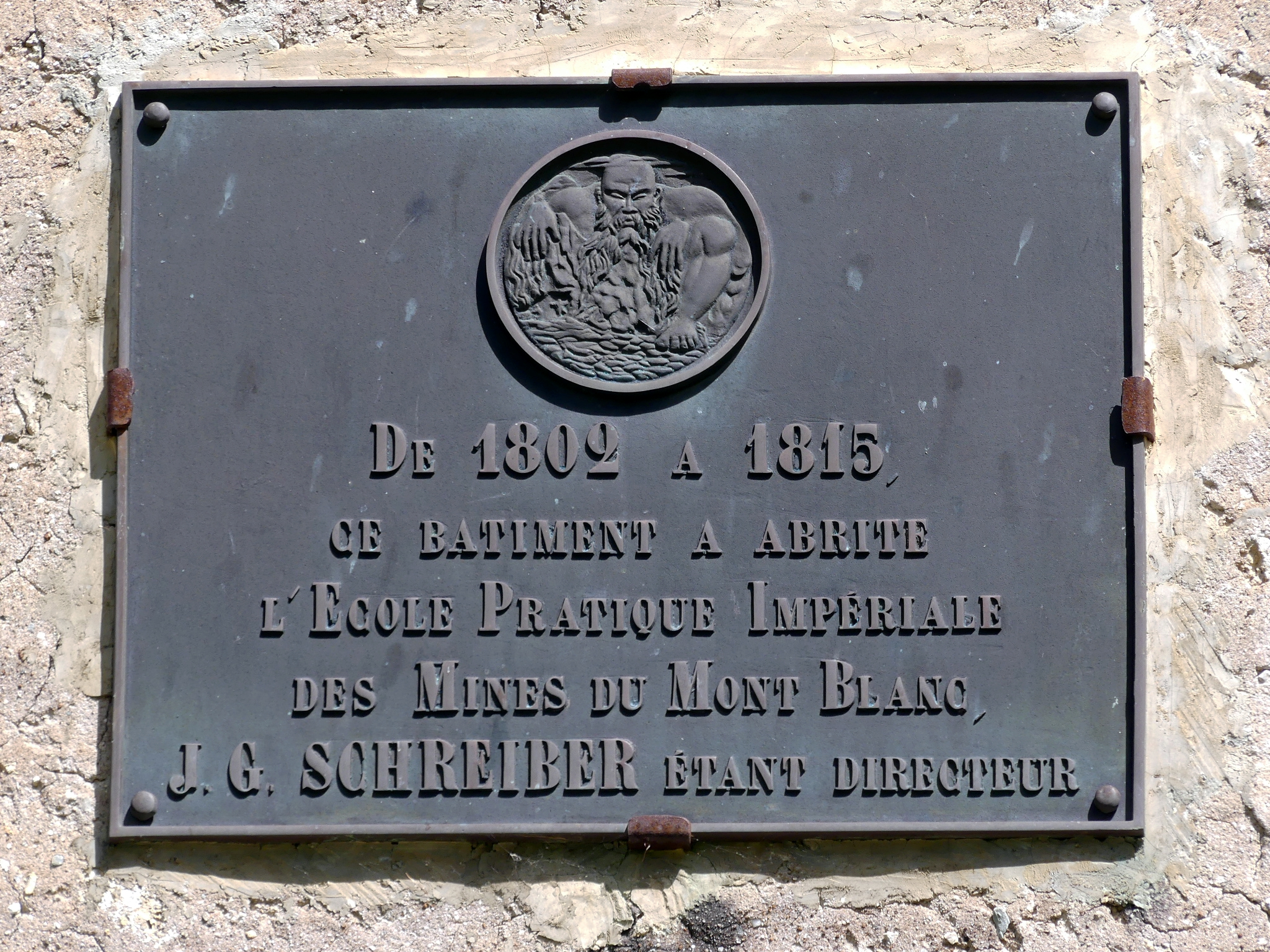
Plaque rappelant l'École des Mines à Peisey-Nancroix.

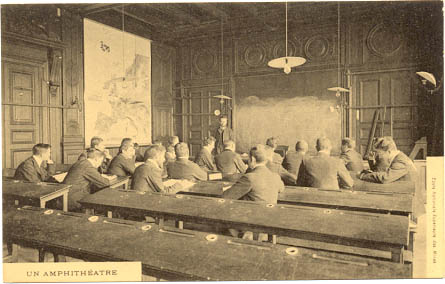
Les cours au XIXe siècle.

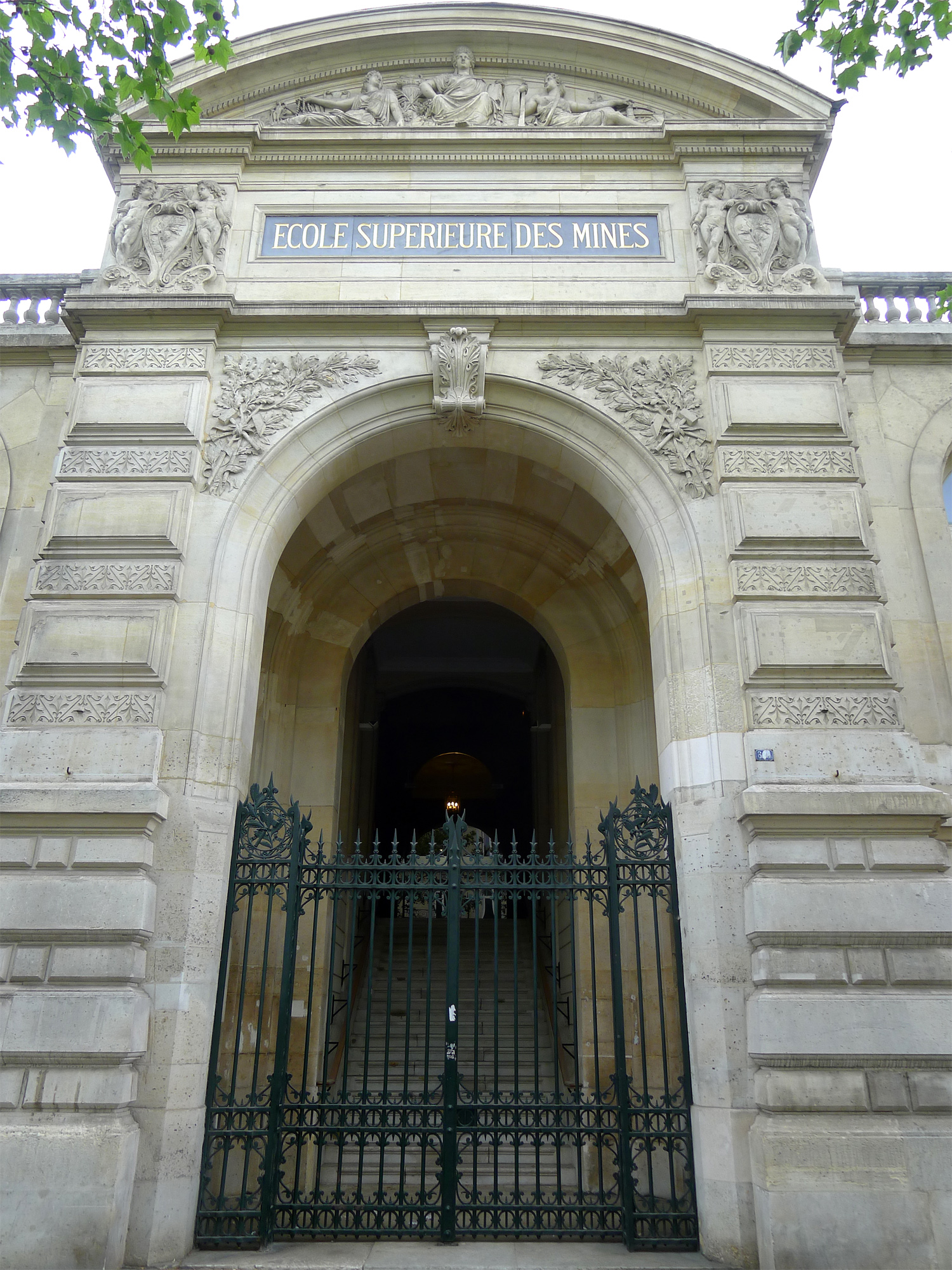
École nationale supérieure des mines de Paris.

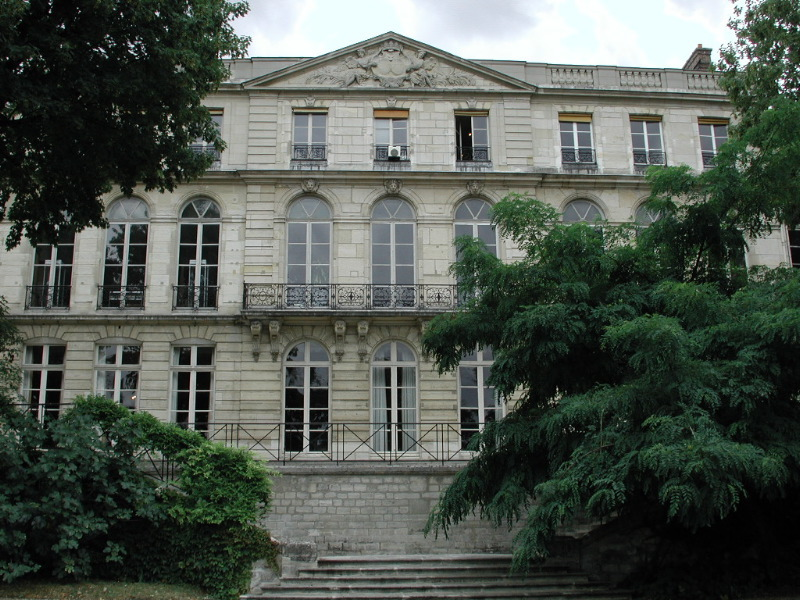
L'hôtel de Vendôme (XVIIIe siècle) devenu site de l'École des mines en vertu d'une ordonnance de 1816.

À l’époque de sa fondation, l’exploitation des mines était à la fois une industrie d'excellence et un secteur stratégique, où se retrouvaient toutes sortes de problèmes allant de la géophysique au génie des procédés en passant par la sécurité minière, la gestion économique des ressources et la stratégie géopolitique. Les ingénieurs des mines étaient alors formés pour les résoudre. Les compétences développées par l’école sont donc dès l’origine diverses, et l’école a évolué au cours du temps pour devenir une école dite « généraliste ».
Un arrêt du conseil du roi du 19 mars 1783, crée la première école des mines, établie à l'hôtel des Monnaies de Paris. Disparue en 1791 dans la tourmente révolutionnaire, puis reconstituée par un arrêté du Comité de salut public le 13 messidor an II (1794), elle fut transportée à Peisey-Nancroix en Savoie, à ce moment française, après l'arrêté des consuls du 23 pluviôse an X (1802). L'école prend le nom d’École pratique des Mines du Mont-Blanc,. L'administration de l’école est installée dans les locaux de l'ancien grand séminaire de Moûtiers. Les élèves-ingénieurs, qui portent un uniforme, sont rémunérés durant leur scolarité. Les promotions annuelles comportent une demi douzaine d'élèves. La formation est à la fois théorique et pratique, sur le site de la mine de Peisey, mais aussi dans toute la région au moyen de « courses géologiques » et de « voyages métallurgiques ». Un examen sanctionne la fin de la scolarité, avec la rédaction d'un mémoire. Les lauréats sont nommés dans un grade d'aspirant puis d'ingénieur pour être affectés dans un département de l'Empire. Durant ses douze années de fonctionnement, l'école a formé entre 60 et 70 élèves. L'invasion sarde de 1814 interrompt le fonctionnement de l'école.
Après les événements de 1814, avec le même personnel, l'école est définitivement reconstituée à Paris, par l'ordonnance du 6 décembre 1816, et établie à l'hôtel de Vendôme, rue d'Enfer (actuel boulevard Saint-Michel), en bordure du jardin du Luxembourg, emplacement qu'elle occupe encore aujourd'hui.
Le site principal de l’école est 60 boulevard Saint-Michel à Paris. En 1967 l'école s'est étendue à Fontainebleau, et à Évry, puis en 1976 dans le parc technologique de Sophia Antipolis.
En 1946, la Fondation Mines Paris voit le jour afin d'appuyer l’École des Mines à soutenir son développement.

## Formations
L'École délivre des diplômes d'ingénieurs et des masters (niveau bac +5), des mastères spécialisés (niveau bac +6), et prépare des doctorats (niveau bac +8) délivrés par l'université Paris Sciences et Lettres.
L'école accueille et participe aussi à une partie des cours du cycle pluridisciplinaire d'études supérieures (CPES) de l'université Paris Sciences et Lettres depuis 2013.

### Ingénieurs civils
L'école forme des ingénieurs généralistes de haut niveau appelés à occuper des fonctions de responsabilité dans des domaines multiples, comme la production industrielle, la recherche et le développement, la gestion, et autres branches d'activités très diversifiées. L'enseignement correspond à cet impératif de polyvalence et se traduit par quelques objectifs principaux : assurer une solide culture scientifique commune dans les disciplines fondamentales, permettre aux élèves d'approfondir un domaine de leur choix, donner une place primordiale à l'observation et à l'application, développer l'esprit d'entreprise.
Pour cela, le cursus associe à l'enseignement des périodes importantes de stages, fait appel au potentiel scientifique des centres de recherche, fournit aux étudiants un encadrement pédagogique individualisé, et associe le plus souvent possible les acteurs de la vie économique.
Ce cycle accueille environ 400 élèves-ingénieurs sur 3 années de formations.
L’admission des étudiants se fait par concours après les classes préparatoires aux grandes écoles. La voie d’accès principale est le concours commun Mines-Ponts (filière de classes préparatoires MP, MPI, PSI, PC, PT, TSI). Quelques universitaires ainsi qu'un contingent important d'élèves étrangers intègrent aussi le cycle en deuxième année. Enfin, une quarantaine de polytechniciens, normaliens et élèves-ingénieurs de l’ESPCI Paris rejoignent l'école en troisième année.
L'école Mines de Paris est souvent comparée aux écoles : École nationale supérieure des mines de Saint-Étienne, École nationale supérieure des mines de Nancy, École nationale supérieure des mines de Rabat et Colorado School of Mines.

#### Options
L'école propose 16 options au choix :
- Mathématiques et mathématiques appliquées
  - Mareva (automatique, robotique, vision et morphologie mathématique)
  - Géostatistiques et probabilités appliquées
  - Management des systèmes d'information
- Sciences de la matière
  - Biotechnologies
  - Énergie et procédés
  - Génie atomique
  - Géosciences
  - Machines et énergie
  - Sciences et génie des matériaux
  - Sol et sous-sol
- Sciences économiques et sociales
  - Affaires publiques et innovation
  - Économie industrielle
  - Gestion scientifique
  - Ingénierie de la conception
  - Innovation et entrepreneuriat
  - Système de production et logistique

### Ingénieur du corps des mines
L’École des Mines de Paris est également chargée de former les fonctionnaires du corps des mines. Les promotions comptent une vingtaine d’élèves, parmi les mieux classés de l’École polytechnique, de l’École normale supérieure, du cycle ingénieur civil de Mines Paris et de Télécom Paris.
La formation dure trois ans et comprend des stages.
En 2009, le Corps des télécommunications a fusionné avec le Corps des mines.

### Ingénieur en spécialité énergétique
L'école propose une formation ingénieur en énergétique (ISUPFERE).
- par la voie de la formation continue
- et de l’apprentissage

Elle est ouverte en formation continue à des techniciens supérieurs issus des filières BTS/DUT ayant une expérience professionnelle de trois ans minimum et en apprentissage à des jeunes de moins de 26 ans, titulaires d’un diplôme BAC+2.
Cette formation, en partenariat avec le Conservatoire national des arts et métiers et l’Université Paris Diderot – Paris 7, est organisée sur trois ans en alternance entre l’école et l'entreprise.

### Mastères spécialisés
L'établissement propose un ensemble de 19 mastères spécialisés (MS), dans cinq domaines.
- Sciences de la terre et de l'environnement[19] :
  - MS_IGE : Ingénierie et gestion de l'environnement
  - MS_ENVIM : International Environmental Management
  - MS_CESECO : Analyse technique et économique d'opérations minières
  - MS_CFSG : Géostatistique
- Énergétique et procédés :
  - MS_ALEF : International Energy Management
  - MS_EnR : Énergies renouvelables
  - MS_GAZ : Ingénierie et gestion du gaz
  - MS_IVE : Ingénierie des véhicules électriques
  - MS_OSE : Optimisation des systèmes énergétiques
- Mécanique et matériaux :
  - MS_MaPMod : Materials, Processing and Modeling
  - MS_DMS : Design des matériaux et des structures
- Mathématiques et systèmes :
  - MS_IRVE : avec HEC Manager de projets en infrastructure de recharges en véhicules électriques
  - MS_MISL : Management Industriel et systèmes logistiques
  - MS_OSE : Optimisation des systèmes énergétiques
  - MS_AIMOVE : Artificial Intelligence and Movement
- Économie, Management et Société :
  - MS_MISL : Management industriel et systèmes logistiques
  - MS_ERC : Expert en prévention des Risques et gestion des Crises dans l'industrie
  - MS_MILEO : Management industriel et excellence opérationnelleMécanique et matériaux
  - MS_MSIT : Management stratégique de l'information et des technologies[20]

Les diplômes de Mastère spécialisé sont accrédités par la Conférence des grandes écoles.

### Diplômes de master
L’école, en collaboration avec des universités de la région parisienne, délivre des diplômes de master.
Au sein des masters nationaux, qui constituent des initiations à la recherche, les enseignants-chercheurs de Mines Paris interviennent dans différentes universités. Dans certains cas, Mines Paris est coorganisateur (cohabilité) dans ces masters nationaux :
- Mn_NE : Nuclear energy
- Mn_BME Paris : Biomedical engineering
- Mn_P3M : Physique des matériaux, mécanique et modélisation numérique
- Mn_OIV : Optique, image et vision
- Mn_EDDEE : Économie du développement durable, de l'environnement et de l'énergie
- Mn_GDO : Gestion et dynamique des organisations
- Mn_MODO : Modélisation, optimisation, décision, organisation
- Mn_MOPP : Management des organisations et des politiques publiques
- Mn_MTI : Management de la technologie et de l'innovation
- Mn_SES (IOES) : Sciences économiques et sociales, master de recherche co-habilité par l'EHESS et Paris-Dauphine.

Par ailleurs, elle est partie prenante dans 6 masters destinés à des étudiants internationaux de niveau M2 ou équivalent et professionnalisants :
- Mi_CARE : Énergies propres et renouvelables
- Mi_GTESD : Gestion et traitement des eaux, des sols et des déchets
- Mi_MVE : Mobilité et véhicules électriques
- Mi_REST : Renewable Energy Science & Technology
- Mi_SE : Stratégies énergétiques
- Mi_TRADD : Transport et développement durable

### Doctorat
Coaccréditée dans cinq écoles doctorales, Mines Paris est habilitée à préparer des étudiants au diplôme de docteur dans 18 spécialités doctorales (rentrée 2014) et dans 5 domaines d'activités :
- Sciences de la terre et de l'environnement
  - Dynamique et ressources des bassins sédimentaires
  - Géologie de l'ingénieur
  - Géostatistique
  - Hydrologie et hydréologie quantitative
- Énergétique et génie des procédés
  - Énergétique et procédés
- Mécanique et matériaux
  - Sciences et génie des matériaux
  - Mécanique numérique et matériaux
  - Mécanique
- Mathématiques et systèmes
  - Bio-informatique
  - Géostatistique
  - Informatique temps réel, robotique et automatique
  - Mathématique et automatique
  - Morphologie mathématique
  - Contrôle, optimisation, prospective
  - Mathématiques numériques, calcul intensif, et données[23]
- Économie, management et société
  - Économie et finance
  - Sciences de gestion
  - Socio-économie de l'innovation
  - Sciences et génie des activités à risques

Depuis la rentrée universitaire 2015, les doctorants nouvellement inscrits ou réinscrits sont désormais des doctorants de Paris Sciences et Lettres.

## Classements
Classements nationaux (classée en tant que Mines Paris - PSL au titre de son diplôme d'ingénieur)
| Nom                | Année | Rang |
| ------------------ | ----- | ---- |
| DAUR Rankings      | 2024  | 2    |
| L’Étudiant         | 2025  | 9    |
| L’Usine nouvelle   | 2025  | 4 =  |
| Le Figaro Étudiant | 2024  | 2    |

Classements internationaux (classée en tant qu'Université PSL)
| Nom                    | Année | Rang (monde) | Rang (France) |
| ---------------------- | ----- | ------------ | ------------- |
| CWUR                   | 2024  | 19           | 1             |
| QS Top Universities    | 2024  | 24           | 1             |
| Shanghai Ranking       | 2024  | 33           | 2             |
| Times Higher Education | 2024  | 40           | 1             |

## Ouverture vers l’international
Le cycle ingénieur civil a une forte composante d'internationalisation :
- les élèves de l'école ont la possibilité de réaliser un semestre de leur scolarité dans des universités étrangères — Massachusetts Institute of Technology (MIT), université Harvard, California Institute of Technology (Caltech), université de Hong Kong, université nationale de Singapour (NUS), Tokyo Tech, université nationale de Séoul. L'école compte 100 universités partenaires sur les 5 continents[19].
- le stage ingénieur est obligatoirement réalisé à l'étranger (hors d'Europe pour 52,3 % des élèves)
- une quinzaine d'élèves étrangers (universités chinoises, brésiliennes, russe, UPC, UPM…) intègrent la promotion en deuxième année pour un programme de double diplôme par la voie de l'admission sur titre[33]. L'école a 30 accords de double-diplôme ingénieur[19].
- une quinzaine d'étudiants-visiteurs suivent des cours du cycle dans le cadre de programmes d'échanges tels qu'Erasmus
- en tant que membre de ParisTech le programme Athens permet des échanges courts avec d'autres universités en Europe.

Les autres formations (masters, mastères spécialisés, doctorat) attirent une part importante d'étrangers (il y 32 % d'étudiants de nationalité étrangère, tous cycles confondus avec 60 nationalités représentées).

## Recherche

### Départements et centres de recherche
La recherche à l’École des mines de Paris se caractérise par des liens forts avec l'industrie (1re recherche contractuelle en France avec environ 30 millions d'euros de contrats de recherche par an. Elle est essentiellement gérée via Armines, structure de recherche contractuelle propre aux écoles des mines). Elle est organisée en 18 centres de recherche, répartis dans cinq grands domaines scientifiques :

#### Énergétique et procédés[34]
Responsable du département : Philippe Blanc
- Centre Efficacité énergétique des Systèmes (CES Mines Paris - PSL) - Directeur du centre : Maroun Nemer[35]
- Centre thermodynamique des procédés (CTP Mines Paris - PSL) - Directeur du centre : Paolo Stringari[36]
- Centre Observation, Impacts, Énergie (O.I.E Mines Paris - PSL) - Directeur du centre : Thierry Ranchin[37]
- Centre Procédés, Énergies Renouvelables et Systèmes Énergétiques (PERSÉE Mines Paris - PSL) - Directeur du centre : Arnaud Rigacci[38]

Ces quatre centres, créés en 2013, constituent le Département Énergétique et Procédés (anciennement Centre Énergétique et Procédés, CEP)

#### Mécanique et matériaux
Responsable du département : Marie-Hélène Berger
- Centre des matériaux Pierre-Marie-Fourt (MAT Mines Paris - PSL) - Directeur du centre : Jérôme Crépin
- Centre de Mise en Forme des Matériaux (Cemef Mines Paris - PSL) - Directrice du centre : Elie Hachem

- Laboratoire de mécanique des solides (LMS Mines Paris - PSL) - Directeur du centre : Patrick Le Tallec

#### Mathématiques et systèmes
Responsable du département : Jesus Angulo Lopez
- Centre de morphologie mathématique (CMM Mines Paris - PSL) - Directeur du centre : Étienne Decencière
- Centre de robotique (Caor Mines Paris - PSL) - Directeur du centre : Fabien Moutarde
- Centre de bio-informatique (CBio Mines Paris - PSL) - Directeur du centre : Thomas Walter
- Centre de recherche en informatique (CRI Mines Paris - PSL) - Directeur du centre : François Irigoin
- Centre automatique et systèmes (CAS Mines Paris - PSL) - Directeur du centre : Florent Di Meglio
- Centre de mathématiques appliquées (CMA Mines Paris - PSL) - Directrice du centre : Nadia Maizi

#### Sciences de la Terre et de l'environnement
Responsable du département : Vincent Lagneau
- Centre de géosciences (GEOSCIENCES Mines Paris - PSL) - Directeur du centre : Vincent Lagneau
- Institut supérieur d'ingénierie et de gestion de l'environnement (ISIGE Mines Paris - PSL) - Directrice du centre : Jasha Oosterbaan

#### Économie, management et société
Responsable du département : Alexandre Mallard
- Centre d'économie industrielle (Cerna Mines Paris - PSL) - Directeur du centre : Matthieu Glachant
- Centre de gestion scientifique (CGS Mines Paris - PSL) - Directeur du centre : Blanche Segrestin
- Centre de recherche sur les risques et les crises (CRC Mines Paris - PSL) - Directeur du centre : Franck Guarnieri
- Centre de sociologie de l'innovation (CSI Mines Paris - PSL) - Directeur du centre : Alexandre Mallard

### Les chaires de recherche et d'enseignement
- Énergétique et procédés
  - Éco-conception des ensembles bâtis et des infrastructures (CES)
  - Captage, transport et stockage du CO2 (CES)
- Mécanique et matériaux
  - Bioplastiques (CEMEF)
  - Procédés métalliques pour l'aéronautique et le nucléaire (CEMEF)
  - CRISTAL - Matériaux haute température (CdM)
- Mathématiques et Systèmes
  - Frelon : logistique urbaine (CAOR)
  - PSA Peugeot-Citroën - Robotique et réalité virtuelle (CAOR)
  - Modélisation prospective au service du développement durable (CMA)
  - Conduite automatisée - Drive for you (CAOR)
- Économie, Management et Société
  - Théorie et méthodes de la conception innovante (CGS)
  - Environnement et eau pour tous (CGS)
  - Économie des médias et des marques (CERNA)
  - Résilience et sécurité (CRC)
  - IPMT - Intellectual Property and Markets for Technology Chair (CERNA)
  - OCP - Économie des matières premières (CERNA)
  - Mines urbaines (CGS)
  - Théorie de l'entreprise - Modèles de gouvernance & Création collective (CGS)

## Bibliothèque
La bibliothèque est créée en 1783 afin de permettre aux élèves de jouir d'une documentation pratique. Des choix dans les dépôts littéraires permettent de l'enrichir pendant la Révolution, avec une politique documentaire stricte : seuls sont retenus les livres utiles aux élèves et aux professeurs. Les fonds se constituent parallèlement à l'émergence des sciences comme la minéralogie ou la géologie. Le fonds ancien est également marqué par les documents en langue étrangère, particulièrement en allemand, pays où se développent d'abord ces sciences.
Les fonds s'enrichissent au XIXe siècle, par achats, dons, legs, mais également par échanges avec des sociétés savantes qui se constituent alors, toujours en liaison avec le développement des sciences et de l'école. Il s'agit à l'origine d'un fonds essentiellement pédagogique, et non patrimonial, ce qui permet de suivre les évolutions de l'enseignement. Les fonds relèvent donc plus de l'aspect économique (voire social, avec une ouverture vers le saint-simonisme) des mines que de l'aspect technique - plutôt enseigné dans les écoles des mines d'Alès ou de Douai. Une nouvelle salle de lecture est inaugurée en 1926 par le maréchal Foch, à l'occasion de la remise de la croix de guerre à l'école.
La bibliothèque est depuis 1979 située sur trois sites, à Paris, à Fontainebleau (collection des sciences de la terre) et à Sophia Antipolis. Elle propose des fonds riches : 200 000 documents (livres, thèses, mémoires, actes de colloques et revues), 40 000 documents anciens (antérieurs à 1900), 6 000 titres de revues électroniques, mais aussi 27 000 cartes.

## Les Presses des mines
En 1995, l'école des mines de Paris a créé une maison d'édition : les Presses de l'École des mines.
Cette maison d'édition édite des livres sur des sujets spécifiques que d'autres maisons d'édition n'auraient peut-être pas publiés en raison de leur faible potentiel de vente. Ces ouvrages sont souvent écrits par des membres de l'école (chercheurs, professeurs, étudiants).
Depuis le 1er février 2009, à l'occasion d'un changement de statut juridique, elle est filiale d'Armines et a changé son nom en Les Presses des Mines. Elle souhaite développer plus de partenariats à l'international.

## Junior-Entreprise
JuMP Mines Paris est la Junior-Entreprise de l'École des mines de Paris. Il s’agit d’une Junior-Entreprise, donc d'une association loi de 1901 à vocation pédagogique, créée en 1980, qui compte aujourd'hui 16 administrateurs en première et deuxième années du cycle ingénieur civil. JuMP Mines Paris, étant labellisée Junior-Entreprise, est donc membre de la Confédération nationale des Junior-Entreprises (CNJE).
JuMP Mines Paris est une Junior-Entreprise qui réalise des prestations de conseil dans des domaines variés (ingénierie, plan d'affaires, traduction, systèmes d'informations, etc.) afin de permettre aux élèves du cycle ingénieur civil d'appliquer leurs connaissances théoriques à des cas concrets. La Junior-Entreprise compte parmi ses clients notables GDF SUEZ, Areva, Groupe Yves Rocher, Thomas Cook, Samsung.
JuMP Mines Paris a reçu en avril 2010 le prix des Internautes du Trophée Grandes Écoles organisé par La Tribune dans la catégorie Junior-Entreprise.

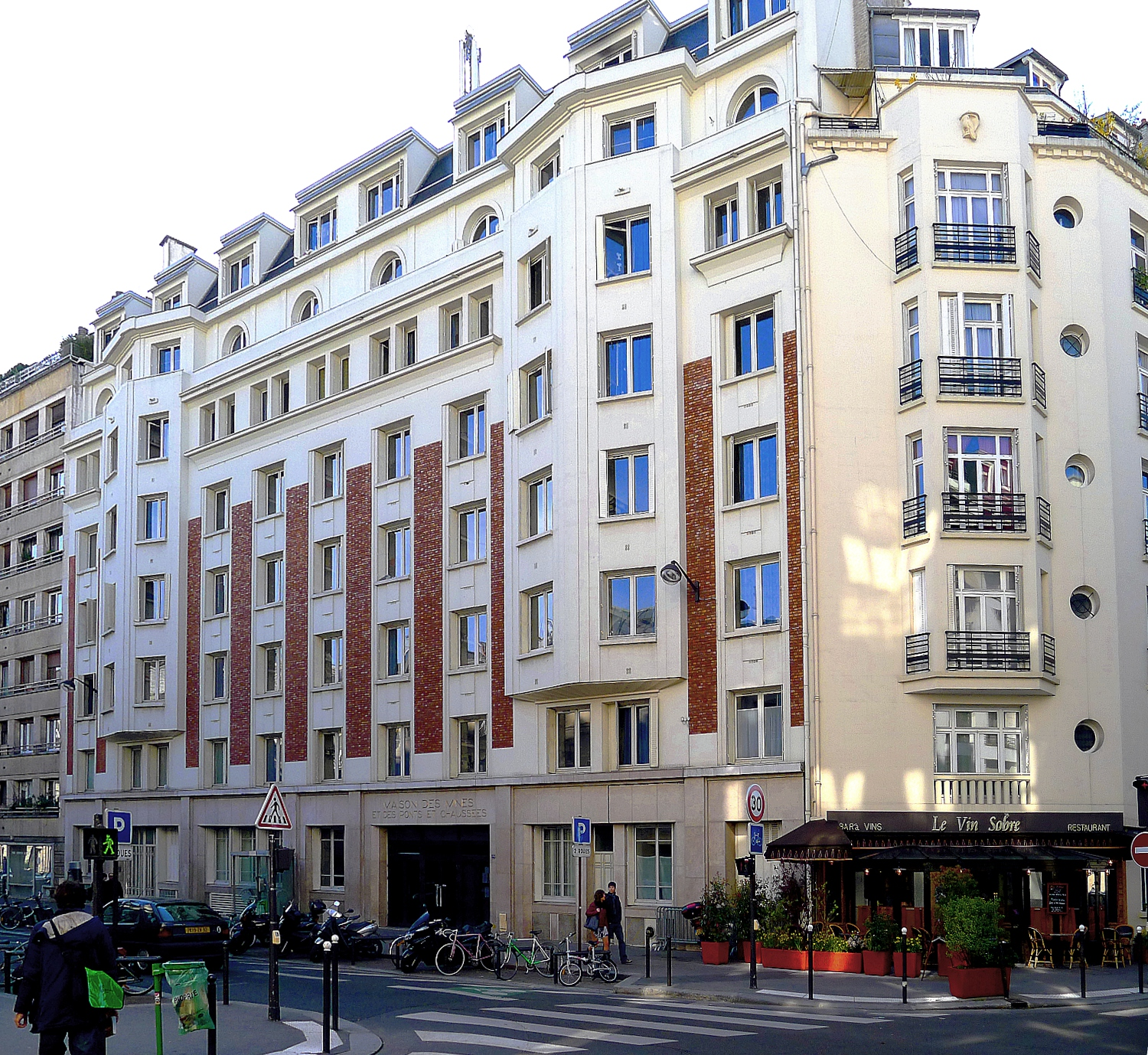
Résidence étudiante de la Maison des Mines et des Ponts et des Chaussées, rue Saint-Jacques

## Maison des Mines et des Ponts et Chaussées
La Maison des Mines a été construite en 1933, c'est une résidence d’étudiants de 200 chambres, située au 270 rue Saint-Jacques au Quartier latin de Paris, entre le Panthéon et le Val de Grâce, et à 500 mètres du jardin du Luxembourg. Ses deux immeubles comprennent également plusieurs salles de conférence et réunion disponibles pour séminaires, formations, congrès médicaux et locations de gymnase.

## Fondation Mines Paris
La Fondation Mines Paris (anciennement FIMMM - Fondation des industries minérales, minières et métallurgiques) voit le jour en 1946 sous l’impulsion des industries minières, minérales et métallurgiques avec la volonté de reconstruire le pays dans un monde d’après-guerre. Elle est reconnue d'utilité publique en 1947.
Son premier président est George Friedel, physicien et minéralogiste français, ancien directeur de l’École des mines de Saint-Étienne et professeur à l’université de Strasbourg.
Depuis 2012, la présidence est assurée par Benoît Legait.

## Association ABC Mines
L'association ABC Mines (Association des Amis de la Bibliothèque et des Collections de Mines Paris) a été fondée en 1985 par Raymond Fischesser, qui avait été directeur de l'École de 1963 à 1972. ABC Mines organise des colloques scientifiques et des conférences de manière ininterrompue depuis sa fondation. Parmi les membres les plus actifs de l'association figurent, entre autres, le géologue et minéralogiste Jacques Touret.

## Festival Musique aux Mines
Du fait de la fermeture au public des salles de concert en raison de la pandémie de Covid-19, les concerts du cinquième Festival Musique aux Mines sont enregistrés et retransmis en direct sur la plateforme RecitHall.

## Personnalités liées à l'École des mines

### Professeurs
- Jean-Emmanuel Ray, professeur de droit du travail
- Madeleine Akrich, professeure de sociologie
- Samuel Forest, professeur de mécanique des matériaux et membre de l'Académie des sciences
- Bertrand Maury, professeur de mathématiques et membre de l'Académie des sciences
- Jean-Marc Jancovici, ingénieur
- Cynthia Fleury, philosophe
- Pierre-Noël Giraud, économiste
- Michel Callon, sociologue et ingénieur
- Vololona Rabeharisoa, sociologue
- Bruno Latour, professeur de sociologie
- Armand Hatchuel, chercheur en sciences de gestion

### Élèves

#### Ingénieurs civils des mines

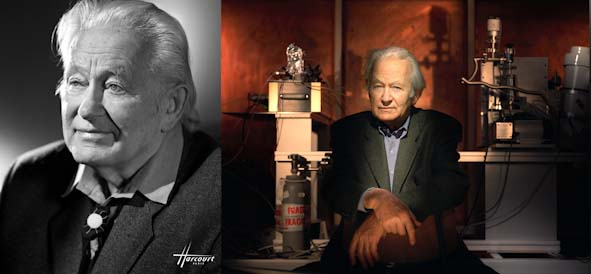
Georges Charpak, ingénieur civil des mines, prix Nobel de physique, contributeur majeur dans le développement des détecteurs de particules.

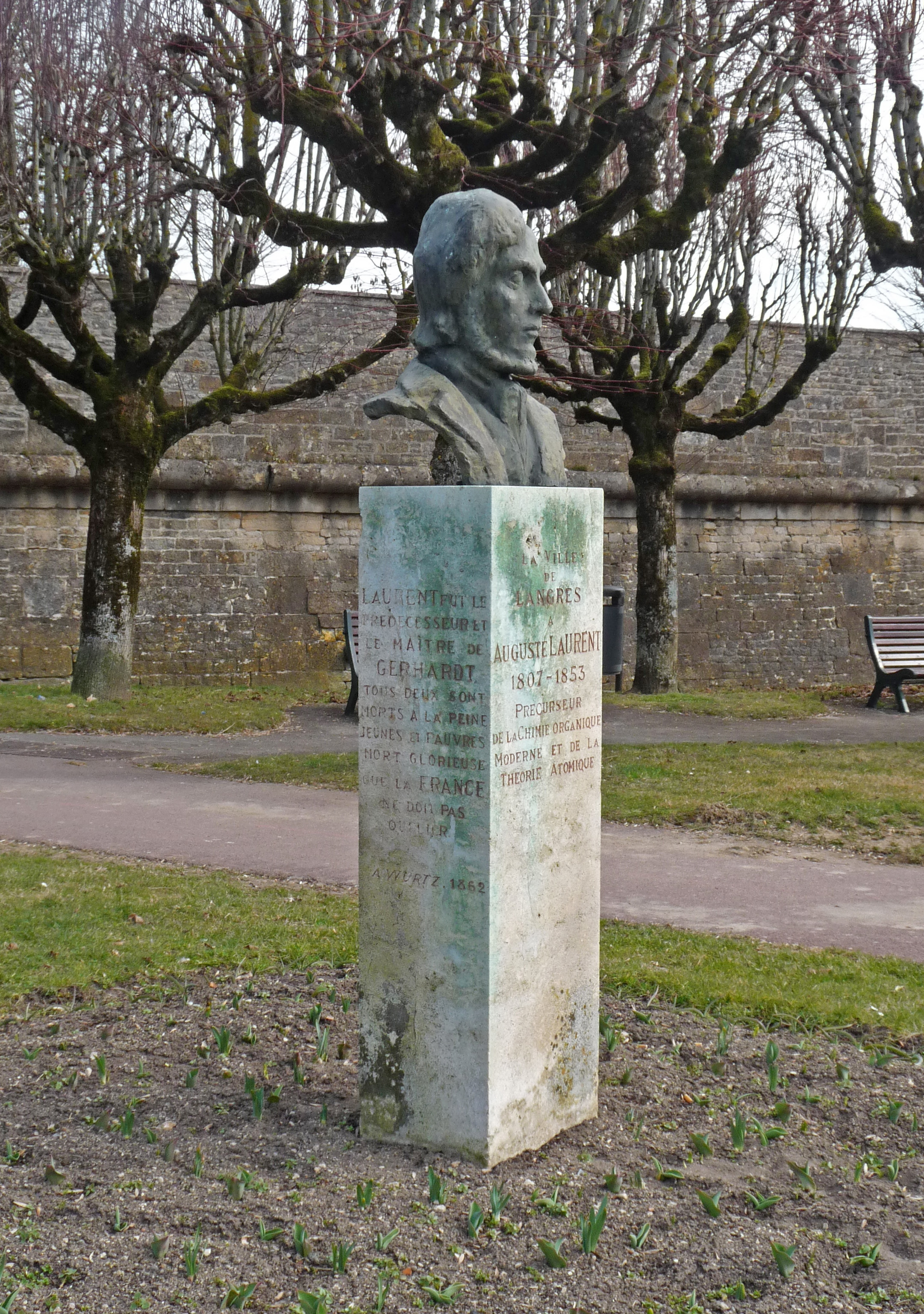
Buste d'Auguste Laurent, ingénieur civil des mines, précurseur de la chimie organique moderne et de la théorie atomique.

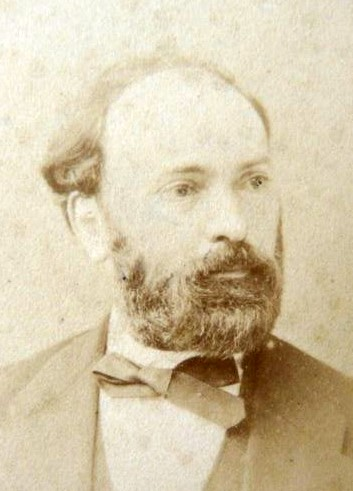
Louis Cailletet, ingénieur civil des mines, père du procédé de liquéfaction de l'oxygène et de l'azote.

- Henri Babinski (1855-1931), gastronome
- Pierre Berloquin, ludographe et scénographe
- Jean-Louis Bianco (1943-), homme politique, secrétaire général de la Présidence de la République (1982-1991), ministre des Affaires sociales et de l'Intégration (1991-1992), ministre de l'Équipement, du Logement et des Transports (1992-1993), député des Alpes-de-Haute-Provence (1997-)
- Claude Bonnier (1897-1944), ingénieur et résistant
- Louis Paul Cailletet (1832-1913), industriel, inventeur et physicien, il fut le premier à liquéfier l’oxygène
- Alfred Capus (1858-1922), journaliste, romancier, dramaturge, membre de l'Académie française (il démissionne sans être diplômé de l'Ecole des mines)
- Henri du Passage (1874-1963), jésuite, directeur de la revue Études ;
- Georges Charpak (1924-2010), prix Nobel de physique 1992
- Jean Courvoisier (1904-1982), banquier, DG de la banque Odier Bungener Courvoisier et président de la Fédération protestante de France (1970-1977)
- Ignacy Domeyko (1802 – 1889), minéralogiste et géologue
- Jean-Pierre Farandou (1957-), président de la SNCF
- Xavier de Gaulle (1887 - 1955), promotion 1909, ingénieur civil des mines, capitaine, résistant, consul général de France en Suisse.
- Jacques de Gaulle, (1893 -1946), frère de Xavier, promotion 1913, ingénieur des mines de Blanzy, chevalier de la Légion d'honneur
- Tidjane Thiam, polytechnicien (X81), PDG (CEO) de Crédit suisse
- Carlos Ghosn (1954-), polytechnicien, industriel, PDG Nissan puis de Renault-Nissan
- Émile Javal (1839-1907), médecin et homme politique
- Auguste Laurent (1807-1853), chimiste, précurseur de la chimie organique moderne
- Georges Lipietz (1922-2003), auteur d'un célèbre procès contre la SNCF et l’État français pour leur rôle dans leur internement et transfert à Drancy.
- Alain Minc (1949-), économiste, dirigeant d'entreprises, et ancien conseiller de Nicolas Sarkozy
- Jacques de Morgan (1857-1924), explorateur et égyptologue
- Mohamed Naceur (1957-), ministre tunisien
- René Nicklès (1859-1917), géologue fondateur de l'École nationale supérieure de géologie
- Jean-Christophe Notin (1970-), écrivain
- Alain Poher (1909-1996), homme politique, président du Sénat, président par intérim de la République française
- Yves Quéré (1931-), physicien des matériaux
- Philippe Varin (1952 -), polytechnicien (X73), ancien PDG de PSA
- Léon Walras (1834-1910), économiste
- Morgan Hermand-Waiche, entrepreneur
- Anne Rigail (1969 - ), directrice générale d'Air France
- Luc Vincent, créateur de Google Street et VP Hardware des voitures autonomes Lyft
- Charlotte Weill, présidente d’Equancy*
- Étienne Hirsch, ingénieur, résistant, homme politique, président d'Euratom (1959-1962)
- Abraham Serfaty, militant politique marocain
- Jean-Pierre Clamadieu, dirigeant d'entreprises industrielles

#### Ingénieurs du corps des mines
Les ingénieurs des mines sont des fonctionnaires formant un des grands corps techniques de la fonction publique française, appelé usuellement « corps des mines ». La majorité des membres du Corps des mines sont polytechniciens.
Pour un article plus général, voir Corps des mines.

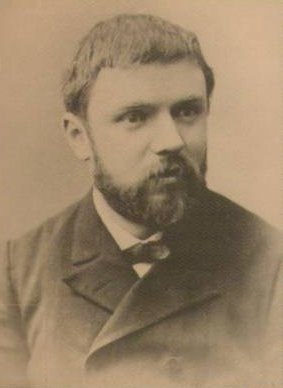
Henri Poincaré, ingénieur du corps des mines, contributeur majeur dans l'étude des systèmes d'équations différentielles et dynamiques, père de la théorie du chaos.

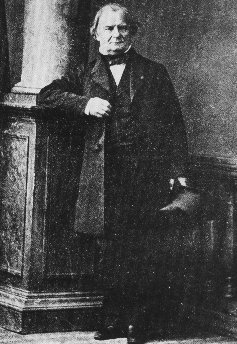
Benoît Clapeyron, ingénieur du corps des mines, thermodynamicien ayant établi l'équation qui donne la chaleur latente de changement d'état des corps purs.

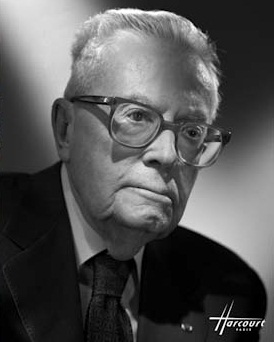
Maurice Allais, ingénieur du corps des mines, prix Nobel d’économie, connu pour ses importants travaux sur la théorie de l'équilibre général.

- Maurice Allais (1911-2010), prix Nobel d'économie 1988
- Jacques Attali (1943-), économiste, écrivain et haut fonctionnaire
- Roger Balian (1933-), physicien
- Élie de Beaumont (1798-1874), père de la géologie, médaille Wollaston 1843
- Georges Besse (1927-1986), ancien président du constructeur automobile Renault
- Émile Clapeyron (1799-1864), physicien
- Louis Cordier (1777-1861), minéralogiste et géologue
- Robert Dautray (1928-), haut commissaire a l'énergie atomique, membre de l'Institut
- André Defline (1876-1945), directeur général des Mines de Courrières
- Jacques-Joseph Ebelmen (1814-1852), chimiste
- Jacques Friedel (1921-2014), physicien
- Pierre Laffitte (1925-2021), géologue, directeur de l'École des mines de Paris, fondateur de la technopole de Sophia Antipolis, puis homme politique
- Gabriel Lamé (1795-1870), mathématicien et cofondateur, avec Poisson et Cauchy, de la théorie mathématique de l'élasticité
- Albert Lebrun (1871-1950), président de la République
- Henry Le Chatelier (1850-1936), chimiste et industriel, médaille Davy 1916
- Paul Lévy (1886–1971), mathématicien
- Raymond Lévy (1927-2018), ancien président du constructeur automobile Renault
- Alfred-Marie Liénard (1869-1958), physicien
- Henri Poincaré (1854-1912), mathématicien et physicien, médaille d'or de la Royal Astronomical Society 1900
- Henri Regnault (1810-1878), chimiste et physicien français, médaille Rumford (1848) et médaille Copley 1869
- Conrad Schlumberger (1878-1936), inventeur et industriel

### Directeurs
Annales :
- 1783-1790 : Balthazar Georges Sage
- 1815 : Hippolyte-Victor Collet-Descotils, directeur provisoire
- 1816-1836 : Charles-Joseph Lefroy
- 1836-1857 : Armand Dufrénoy
- 1857-1871 : Charles Combes
- 1872-1884 : Gabriel Auguste Daubrée
- 1884-1885 : Charles-Romain Lan
- 1885-1887 : Paul Bernard Labrosse-Luuyt
- 1887-1900 : Julien Haton de La Goupillière
- 1901-1907 : Marie-Adolphe Carnot
- 1907-1909 : Edmond Nivoit
- 1909-1914 : Jean Marie Frédéric Ernest Delafond
- 1914 : Henry Kuss
- 1914-1929 : Gabriel Chesneau
- 1929-1936 : Alfred-Marie Liénard
- 1936-1940 : Félix Leprince-Ringuet
- 1940-1944 : Marin Guillaume
- 1944-1963 : Edmond Friedel
- 1963-1972 : Raymond Fischesser
- 1972-1984 : Pierre Laffitte
- 1984-2001 : Jacques Lévy
- 2001-2012 : Benoît Legait
- 2012-2016 : Romain Soubeyran[49]
- 2016-2024 : Vincent Laflèche[50]
- depuis 2024 Godefroy Beauvallet[51]